# SOCOM: Polskie Siły Specjalne
SOCOM: Polskie Siły Specjalne (oryg. tytuł w jęz. ang. SOCOM 4: U.S. Navy SEALs lub SOCOM 4) – taktyczna strzelanina z serii SOCOM wyprodukowana przez Zipper Interactive i wydana przez Sony Computer Entertainment 19 kwietnia 2011 roku. Gra jest kontynuacją SOCOM 3: U.S. Navy SEALs.

## Rozgrywka
SOCOM: Polskie Siły Specjalne jest taktyczną strzelaniną TPP.
Akcja gry rozgrywa się w jednym z południowoazjatyckich państw (miasta, wioski, dżungle, plaże oraz tereny górskie). Reżim wojskowy przejął władzę. Swoją działalność rozpoczął od pozbycia się sił NATO. Gracz dowodzi pięcioosobowym oddziałem, na który składa się czterech mężczyzn: Schweitzer, Wells oraz dwóch Koreańczyków, jedna kobieta („45”). Kampania dla gry jednoosobowej składa się z 14 misji. Gracz otrzymuję część sprzętu na początku gry resztę musi zdobyć sam. Komputerowi przeciwnicy wyposażeni zostali w zaawansowaną sztuczną inteligencję. Wróg może wzywać wsparcie lotnicze. Każdy budynek w grze jest interaktywny dzięki temu może zostać zniszczony.
W grze zawarty został tryb gry wieloosobowej, na jednej mapie może znaleźć się jednocześnie 32 graczy.

## Produkcja
Przy tworzeniu przerywników filmowych wykorzystano pierwotnie prawdziwych aktorów, by twórcy mogli wykonać trójwymiarową wersję.